# Luciano Corrêa
Luciano Ribeiro Corrêa (ur. 25 listopada 1982) – brazylijski judoka. Dwukrotny olimpijczyk. Zajął dziewiąte miejsce w Pekinie 2008 i Londynie 2012. Walczył w wadze półciężkiej.
Mistrz świata w 2007 i brązowy medalista w 2005; uczestnik zawodów w 2008, 2009, 2010, 2011, 2013, 2014, 2015 i 2017, a także drugi w drużynie w 2007. Startował w Pucharze Świata w latach 2002 i 2006-2017. Triumfator igrzysk panamerykańskich w 2011 i 2015; trzeci w 2007. Wygrał igrzyska Ameryki Południowej w 2006. Zdobył osiem medali mistrzostw panamerykańskich w latach 2002 - 2016. Dwukrotnie na podium mistrzostw Ameryki Południowej, a trzykrotnie igrzysk wojskowych. Drugi na wojskowych MŚ w 2013. Trzeci na Uniwersjadzie w 2003 roku. 

## Letnie Igrzyska Olimpijskie 2008
| Konkurencja | Eliminacje        | Repasaże              | Repasaże                      | Klas. końcowa |
| Konkurencja | Przeciwnik I      | Przeciwnik I          | Przeciwnik II                 | Miejsce       |
| ----------- | ----------------- | --------------------- | ----------------------------- | ------------- |
| 100 kg      | Henk Grol (NED) P | Ari’el Ze’ewi (ISR) Z | Przemysław Matyjaszek (POL) P | 9.            |

## Letnie Igrzyska Olimpijskie 2012
| Konkurencja | Eliminacje         | Eliminacje        | Klas. końcowa |
| Konkurencja | Przeciwnik I       | Przeciwnik II     | Miejsce       |
| ----------- | ------------------ | ----------------- | ------------- |
| 100 kg      | Oumar Kone (MLI) Z | Henk Grol (NED) P | 9.            |